# Macrothamnium cuculatophyllum
Macrothamnium cuculatophyllum là một loài Rêu trong họ Hylocomiaceae. Loài này được C. Gao & C.W. Aur mô tả khoa học đầu tiên năm 1980.